# José Braga
José Braga, o Braguinha (27 de maio de 1927), é um ex-futebolista brasileiro e atuava como atacante.[carece de fontes?]
Braguinha ficou marcado no Botafogo, onde ajudou o time a vencer o Campeonato Carioca de 1948.[carece de fontes?]